# Skovby Kirke (Nordfyns Kommune)
 For alternative betydninger, se Skovby Kirke. (Se også artikler, som begynder med Skovby Kirke)
Skovby Kirke er en romansk kirke mellem landsbyerne Skovby og Kærby på det nordlige Fyn.
Kirken er opført i romansk stil af granitkvadre på dobbeltsokkel, og var tidligere indviet til Sankt Morten.

## Galleri
- Galleri
- Kirkerummet
- Døbefont
- Skovby Kirke fra syd i 2024